# Конц

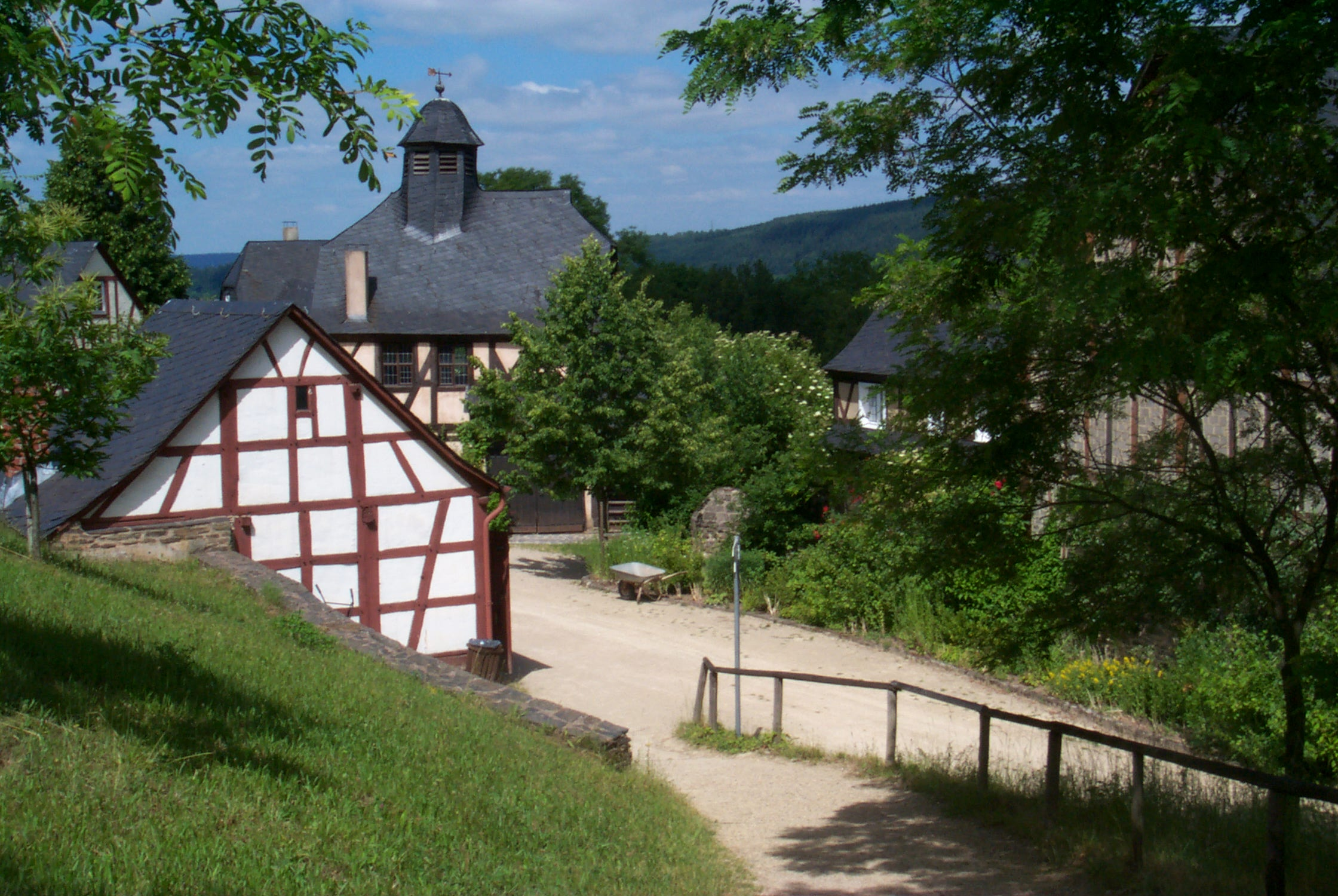
Конц

Конц (нем. Konz) — город в Германии, в земле Рейнланд-Пфальц. 
Входит в состав района Трир-Саарбург. Подчиняется управлению Конц.  Население составляет 17 923 человека (на 31 декабря 2010 года). Занимает площадь 44,54 км². Официальный код  —  07 2 35 068.